# Jaskinia Cabanowa
Jaskinia Cabanowa lub Jaskinia Lisia – schronisko na wzniesieniu Góry Towarne Duże w miejscowości Olsztyn w województwie śląskim, w powiecie częstochowskim, w gminie Olsztyn. Pod względem geograficznym jest to obszar Wyżyny Mirowsko-Olsztyńskiej w obrębie Wyżyny Częstochowskiej. 

## Opis
Otwór wejściowy znajduje się pod skalnym okapem w odległości około 70 m na południowy wschód od skały Grota z Jaskinią Towarną. Ma szerokość 3 m, wysokość 0,8 m i częściowo jest zasłonięty zaklinowanymi głazami. 
Początkowo ciasny i kręty korytarz po 10 m poszerza się i zaczyna opadać w dół. Strop jaskini pozostaje mniej więcej na tym samym, poziomie, wskutek czego wysokość korytarza w końcowym odcinku dochodzi do 7–8 m. Kończy się komorą o długości 10 m i szerokości 5 m.
Jaskinia powstała w wapieniach z okresu jury. Miała bogatą szatę naciekową, ale w dużym stopniu została ona zniszczona, gdyż dawniej w jaskini wydobywano szpat. Zachowały się jeszcze nacieki w końcowej części korytarza oraz stalaktyty i stalagmity. Interesujące są występujące na stropie korytarza wymycia i ślady kotłów wirowych. Meandrujący korytarz jaskini jest najciekawszym tego typu obiektem na Wyżynie Częstochowskiej.
Spąg meandrującego korytarza to lita skała. Namulisko występuje tylko w komorze, jest piaszczysto-gliniaste z rumoszem i większymi odłamkami skał. Światło dzienne dociera tylko do kilku pierwszych metrów korytarza. W głębi klimat jest stały. W jaskini zimują pojedyncze nocki duże, czasami była ona penetrowana przez lisy. W latach 90. obserwowano chrząszcze Speonomus hydrophilus. Są to troglobionty przystosowane do życia w jaskiniach.

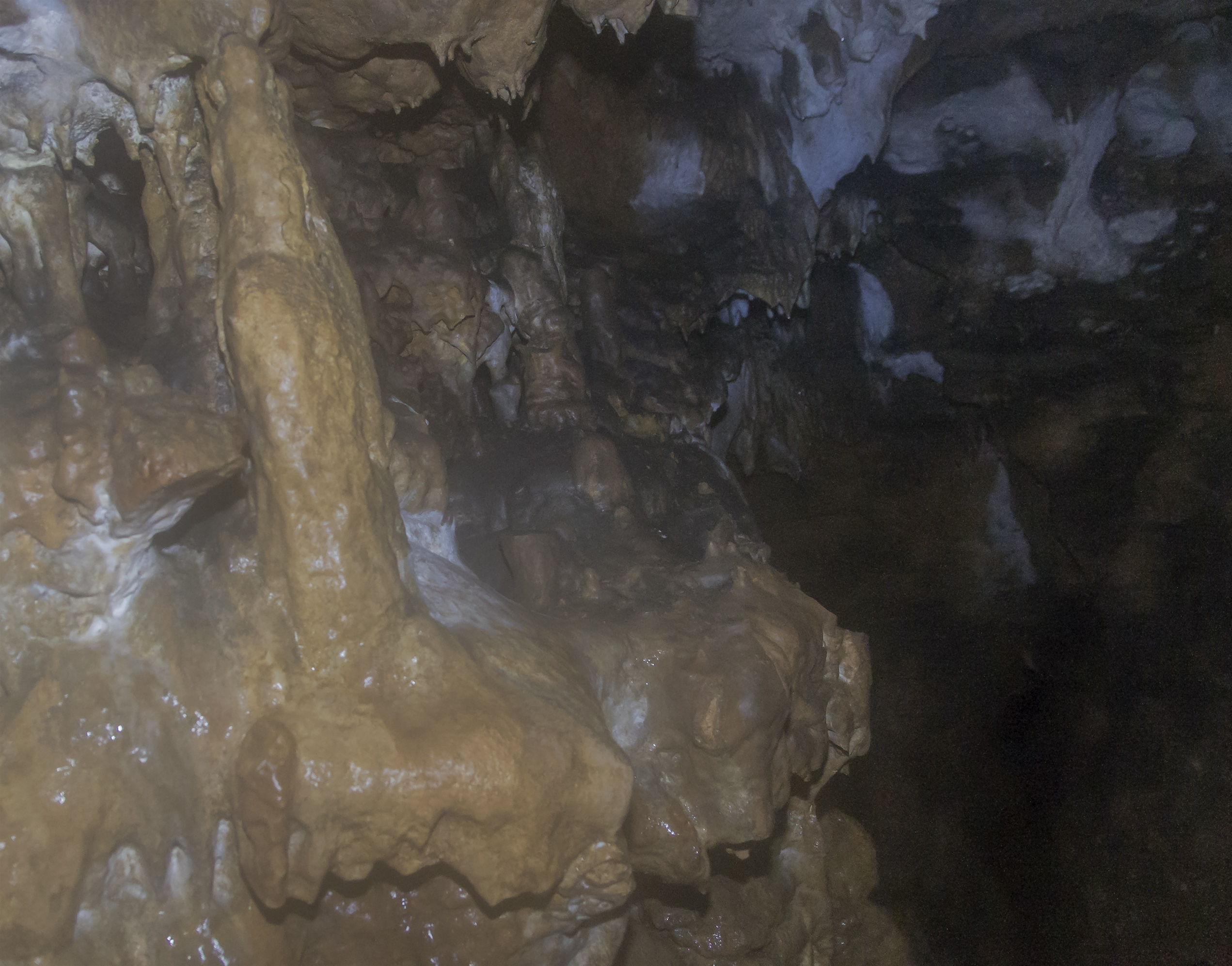
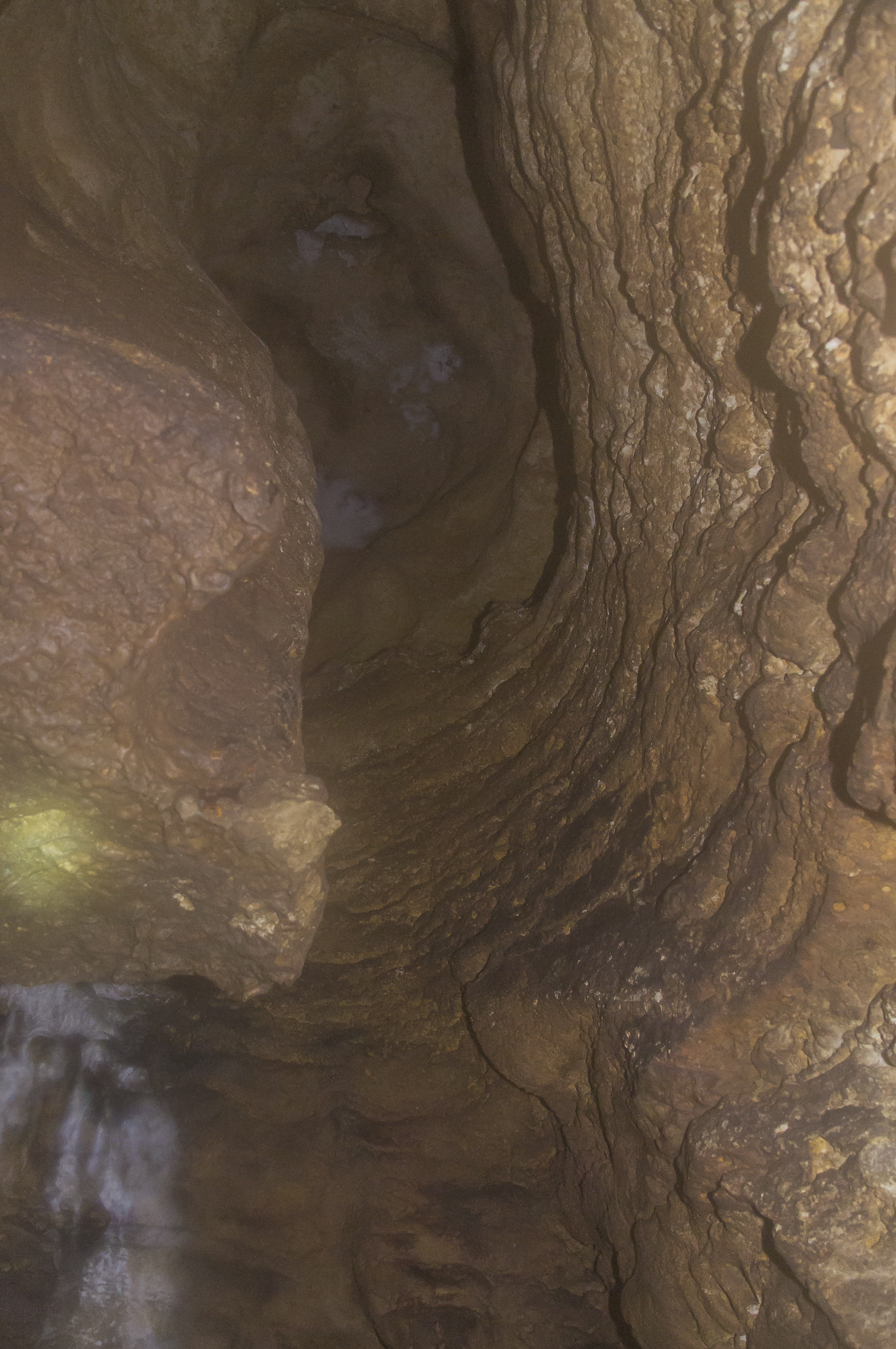
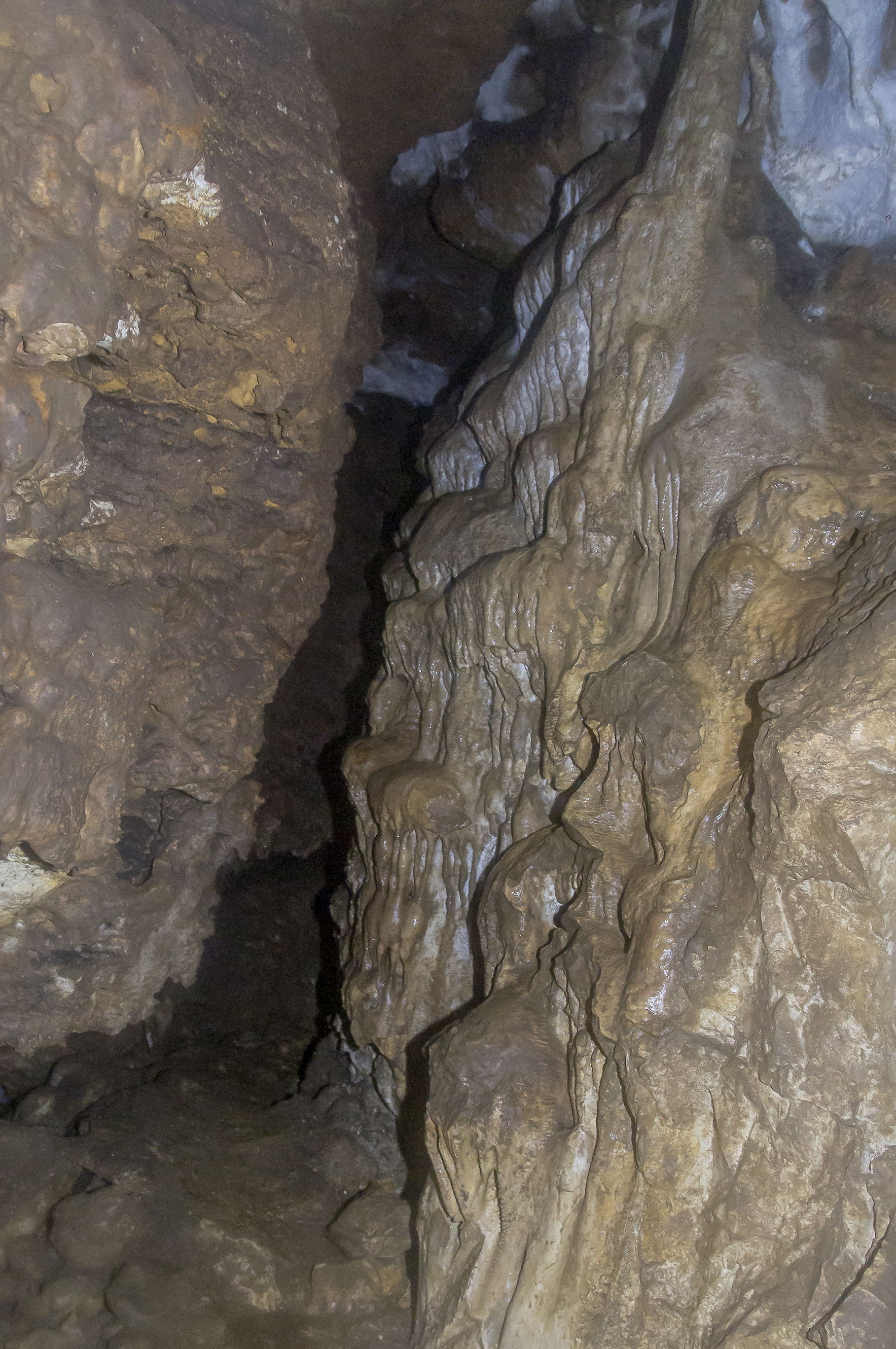

## Historia odkrycia i eksploracji
Miejscowej ludności jaskinia znana była od dawna. Mieszkańcy Kusiąt wydobywali z niej szpat. W piśmiennictwie była jednak nieznana, a jej otwór został częściowo zawalony. Zainteresowali się nią grotołazi ze Speleoklubu Częstochowskiego, którzy w 1961 r. oczyścili jej wejście. Pierwszy opis jaskini opublikował K. Mazik w 1967 r. Plan jaskini sporządził M. Czepiel w 1983 r..